# هندسة المعلومات

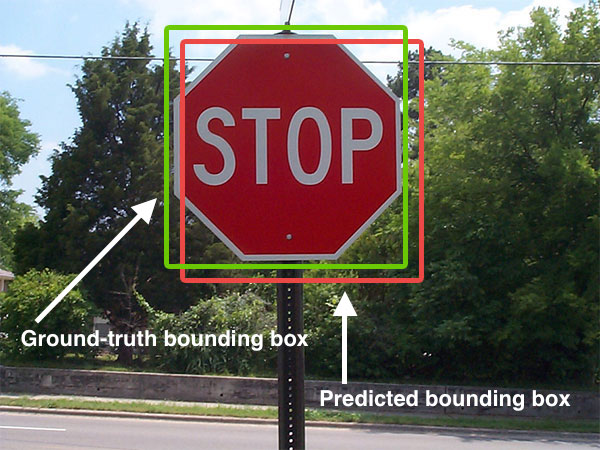

هندسة المعلومات أو كما يرمز لها بالإنجليزية (IE)، والمعروفة أيضًا باسم هندسة تقنية المعلومات (ITE)، أو منهجية هندسة المعلومات (IEM) أو هندسة البيانات، هي من علوم هندسة البرمجيات والتي تختص في تصميم وتطوير نظم المعلومات.

## نظرة عامة
تتضمن هندسة تقنية المعلومات معايير معمارية لتخطيط وتحليل وتصميم وتنفيذ التطبيقات. قام Steven M Davis بتعريف هندسة تقنية المعلومات على أنها «مجموعة متكاملة ومتطورة من المهام والتقنيات التي تعزز التواصل التجاري في جميع أنحاء المؤسسة، مما يتيح لها تطوير الأفراد والإجراءات والأنظمة لتحقيق رؤيتها».
هندسة تقنية المعلومات لها أغراض عديدة، بما في ذلك التخطيط التنظيمي، وإعادة هندسة الأعمال، وتطوير التطبيقات، وتخطيط نظم المعلومات وإعادة هندسة النظم.

## التاريخ
الاسم الرائج لهندسة المعلومات هو «هندسة تقنية المعلومات» وهو أكثر شيوعاً وإستخداماً، وهذا التغير قد حدث في أوائل القرن الواحد والعشرون، واتخذت هندسة المعلومات بعد ذلك معنى جديداً.
هندسة تقنية المعلومات لها تاريخ متقلب إلى حد ما وهو في الحقيقة يتبع مسارين متميزين للغاية. نشأت هذه الهندسة في أستراليا بين عامي 1976 و 1980، وظهرت لأول مرة في الأدب في سلسلة من ستة مقالات (InDepth) والتي تحمل الاسم نفسه التي كانت قد نُشرت من قبل US Computerworld في مايو - يونيو عام 1981.
قدمت هندسة تقنية المعلومات لأول مرة تقنيات تحليل البيانات وتصميم قواعد البيانات التي يمكن إستخدامها من قبل مديري قواعد البيانات (DBAs) ومحللي النظم لتطوير تصاميم قواعد البيانات والنظم القائمة على فهم احتياجات المعالجة التشغيلية للمنظمات في في مرحلة زمنية معينة قُدرت في 1980s.
يُعرف Clive Finkelstein بأنه «الأب» لهندسة تقنية المعلومات، وذلك بعد أن طوَر مفاهيمها من عام 1976 إلى عام 1980 استناداً إلى العمل الأصلي الذي قام به من تخطيط الأعمال الاستراتيجية إلى نظم المعلومات. كتب أول منشور عن هندسة تقنية المعلومات وهي (سلسلة من ست مقالات «في العمق» تحمل نفس الاسم الذي نشرتهاUS Computerworld في مايو - يونيو 1981). كما شارك «كلايف فينكلشتاين» (Clive Finkelstein) في تأليف مع «جيمس مارتن» (Martin), وجاءت هذه المشاركة في تقري مؤثر في «معهد سافانت» والتي كانت بعنوان: «هندسة المعلومات»، التي نشرت في نوفمبر 1981.
لقد تطورت مشاركات فينكلشتاين من عام 1976 باعتبار أن الأعمال التجارية بدأت تختلف وتتوسع في هندسة تقنية المعلومات. وفي المقابل، تطورت مشاركات مارتن وتوسعت في مجالات معالجة البيانات (DP). وكفترة زمنية منذ عام 1983 حتى عام 1986، تطورت تقنية هندسة المعلومات إلى حركة أقوى والذي كانت تهدف إلى معالجة بيئة أعمال سريعة التغير. لعب المدير الفني آنذاك (تشارلز م. ريختر) من عام 1983 إلى عام 1987 بقيادة كلايف فينكلشتاين دورًا مهمًا من خلال تجديد منهجية هندسة تقنية المعلومات، بالإضافة إلى المساعدة في تصميم منتج برمجي في هذا القطاع وتحت عنوان (بيانات المستخدم) الذي تساعد في فتح الطريق أمام الجيل القادم لهندسة المعلومات.
كان مؤشر ترابط Martin يستند إلى تصميم قاعدة البيانات منذ البداية، وركز من عام 1983 على إمكانية العمل الآلي والتلقائي في عملية التطوير من خلال توفير تقنيات لوصف الأعمال التي يمكن استخدامها لنشر قاموس بيانات أو موسوعة يمكن استخدامها بدورهما مصدر المواد لتوليد الكود. قدمت منهجية مارتن أساسًا لصناعة أدوات CASE (هندسة البرمجيات بمساعدة الكمبيوتر). كان لدى مارتن نفسه حصص كبيرة في أربعة بائعي أدوات CASE على الأقل - InTech (Excelerator) ، و High Order Software ، و KnowledgeWare ، وفي الأصل Database Design Inc ، و Information Engineering Workbench و James Martin Associates ، و DMW في الأصل، و Headstrong (المصممون الأصليون لـ Texas Instruments ' CA Gen والمطورين الرئيسيين للمنهجية).
في نهاية الثمانينيات وأوائل التسعينيات، تضمن خيط مارتن تطوير التطبيقات السريعة (RAD) وإعادة هندسة العمليات التجارية (BPR) وبعد فترة وجيزة دخل أيضًا في مجال الكائنات. خلال هذه الفترة نفسها، تطور مؤشر ترابط Finkelstein إلى هندسة المؤسسات (EA)، وتطورت أساليب ITE التي تعتمد على الأعمال التجارية في هندسة المشاريع لتسليم EA السريع. هذا موصوف في كتبه: «هندسة المشاريع من أجل التكامل: طرق التسليم السريع والتقنيات». الطبعة الأولى لكليف فينكلستين (2006) في غلاف فني. الإصدار الثاني (2011) بصيغة PDF وككتاب iBook على Apple iPad والكتاب الإلكتروني على Amazon Kindle.

## مواضيع في هندسة تقنية المعلومات

### المتغيرات ITE
هناك نوعان مختلفان من هندسة تقنية المعلومات، النوع الأول يسمى متغيرات تحركها معالجة البيانات والنوع الثاني تسمى بالمتغيرات التي يحركها العمل.
- متغيرات معالجة البيانات: تم تصميم هذا النوع الذي تقوده حركة هندسة تقنية المعلومات لتمكين إدارات IS من تطوير نظم المعلومات التي تلبي احتياجات المعلومات في الثمانينات، والتي كانت إلى حد كبير بيئة تطوير يحركها معالجة البيانات.
- متغيرات الأعمال: تم توسيع هندسة تقنية المعلومات إلى التخطيط الاستراتيجي للأعمال، والذي بدوره يحرك هندسة تقنية المعلومات. تم تصميم هذا المتغير من أجل التغيير السريع في بيئة العميل في التسعينيات.

تم توثيق ITE المدفوع بالأعمال التجارية في الكتب اللاحقة بواسطة Clive Finkelstein.
موانئ DP يحركها البديل من ITE
- تخطيط إستراتيجية المعلومات: الهدف الأساسي لتخطيط إستراتيجية المعلومات (ISP) هو وضع خطة لتنفيذ أنظمة العمل وذلك لدعم احتياجات العمل. تتم مقارنة المشهد الحالي للأنظمة مع الطموحات المعبر عنها في خطة العمل الحالية وتحديد عدد من مشاريع التطوير للأنظمة الجديدة أو المحسّنة.
- تحليل مخططات مناطق العمل: لكل مشروع تطويري، يحدد محللين الأعمال العمليات والبيانات التي يحتمل أن تكون مطلوبة في النظام الجديد. يتم تصميم هذه النماذج باستخدام مخططات تحليل عملية ومخططات تبعية عملية ونماذج علاقة كيانية.
- تحليل مُفصََل لمنطقة الأعمال: الغرض من مرحلة DBAA هو توفير نماذج مفصلة كأساس متين لتصميم النظام. تتحلل العمليات إلى عمليات تجارية أولية، ويتم التعبير عن مناطق الأعمال الخاص بالعمليات في إجراءات البيانات مقابل نموذج البيانات الكامل. بهذه الطريقة، يتم اختبار نماذج العمل والبيانات ضد بعضها البعض قبل البناء.
- تصميم نظام الأعمال: الغرض من مشروع تصميم نظام الأعمال هو تحديد جميع جوانب النظام ذات الصلة بمستخدميها، وأيضاً إستعداداً للتصميم الفني والبناء والتركيب لقاعدة بيانات أو أكثر من الأنظمة والأنظمة ذات الصلة الوثيقة. تم تصميم العمليات الأولية في إجراءات يمكن تنفيذها من قبل المستخدمين، ويتم إعداد مواصفات متسقة مع حجم التفاصيل اللازمة لإتخاذ القرارات المتعلقة بالتخطيط والتصميم الفني.
- التصميم الفني: يعد مشروع التصميم الفني منطقة تنفيذ للبناء والتركيب. يتم تصميم المهام الرئيسية لإنتاج نظام وقاعدة بيانات تفي بمعايير قبول المستخدم وتكون سليمة من الناحية الفنية.
- البناء: الهدف من مرحلة البناء هو إنتاج نظام كما هو محدد ومطلوب في المواصفات الفنية وفي الوقت المحدد وفي حدود الميزانية. يجب أن يكون النظام بجودة مقبولة، وأن يحتوي على جميع إجراءات التشغيل والاستخدام الضرورية.
- الانتقال: يُعرَّف الانتقال بأنه الفترة التي تحل فيها الإجراءات المطورة حديثاً محل الإجراءات المتداخلة أو تتداخل معها. من المهم التنبيه بأن تنفيذ مشروع الانتقال يتطلب فهماً شاملاً للنظام الذي سيتم تثبيته والأنظمة التي سيتم إستبدالها.

بدائل الأعمال من ITE للتسليم السريع
- تحليل الإستراتيجية: هذه طريقة تسليم سريعة لكبار المديرين ومديري وحدات الأعمال لتحسين خطط العمل الإستراتيجية الحالية، أو تطوير خطط عمل إستراتيجية جديدة في حالة عدم وجودها بعد.
- النمذجة الاستراتيجية: تستخدم جلسة نمذجة ميسرة مع كبار مديري الأعمال الذين يراجعون خطط الأعمال الاستراتيجية لتطوير نموذج استراتيجي. هذا هو نموذج بيانات المؤسسة حيث تم تحلل العديد من الجمعيات لتحديد أنشطة الأعمال ذات الأولوية والعمليات التي حددتها الإدارة. يستخدم هذا تحليل تبعية الكيان لاشتقاق خطط المشروع وخرائط المشروع تلقائيًا من النموذج الاستراتيجي. ينتج عنها عمليات قابلة لإعادة الاستخدام للتسليم السريع في الإنتاج كقواعد بيانات متكاملة وأنظمة قابلة لإعادة الاستخدام.
- النمذجة التكتيكية والتشغيلية: تستخدم نفس الطريقة المستخدمة في النمذجة الاستراتيجية، لكنها تركز على وحدات الأعمال التكتيكية - التوسع في تفاصيل السمة التكتيكية وتفاصيل السمة التشغيلية الأحدث لإنشاء وتثبيت قاعدة البيانات الفعلية.
- نمذجة النشاط: تُستخدم نماذج النشاط، القائمة على IDEF0 والتكاليف القائمة على النشاط، لتوثيق أنشطة الأعمال ذات الأولوية للتسليم السريع.
- نمذجة العمليات: يتم استخدام تدوين نمذجة العمليات التجارية (BPMN)، مدعومة بأدوات النمذجة، لتحديد الرسوم البيانية لنماذج العمليات في BPMN للأنشطة ذات الأولوية للتسليم السريع في الإنتاج.
- إنشاء الشفرة: تُستخدم الرسوم البيانية لنماذج عمليات BPMN لإنشاء كود يستند إلى XML في لغة تنفيذ العمليات التجارية (BPEL) للتنفيذ.

### تقنيات ITE
بعض التقنيات المستخدمة خلال مشروع ITE هي:
- تحليل الكيان: يحدد كل الأشياء التي قد ترغب المؤسسة في الاحتفاظ ببيانات عنها. يصنف التحليل كل الأشياء في أنواع كيانات مختلفة، ويكشف عن مدى ارتباطها ببعضها البعض. الذي يتم وصفه في نموذج الكيان.
- تحليل الوظيفة والاعتماد على العمليات: تأخذ وظيفة (نشاط تجاري رئيسي) للمؤسسة وتقسيمها إلى عمليات أعمال أولية. من هذا، يتم إعداد مخططين: مخطط تحلل العملية، والذي يوضح توزيع وظيفة العمل، ومخطط تبعية العملية، والذي يوضح الترابط بين العمليات التجارية.
- تحليل منطق العملية: يصف تسلسل الإجراءات التي تنفذها عملية الأعمال ويظهر البيانات التي يتم استخدامها بواسطة كل إجراء.
- تحليل دورة حياة نوع الكيان: يصف تغييرات الأعمال المهمة على الكيانات ويؤكد أن العمليات قد تم تصميمها لتأثير هذه التغييرات
- التحقق من المصفوفة: ينشئ مراجع تبادلية بين كائنات البيانات والعمليات للتحقق من أنها ضرورية وكاملة.
- التطبيع: يوفر وسيلة رسمية لتأكيد صحة نموذج الكيان.
- تحليل الكتلة: يساعد في تحديد نطاق مجالات التصميم لأنظمة الأعمال المقترحة.
- تدفق البيانات وتحليل البيانات: يجعل المقارنة ممكنة بين نماذج منطقة الأعمال والأنظمة التي تدعم هذه المنطقة حاليًا، ويتم تحليل هذه الأنظمة الحالية باستخدام تقنيات تدفق البيانات وتحليل البيانات.

## أدوات البرمجيات
هناك العديد من الأدوات التي تدعم هندسة تكنولوجيا المعلومات
- CA Gen من برنامج Texas Instruments . تم بيعها لاحقًا إلى Sterling Software ثم إلى Computer Associates. لا يزال موجودًا، بشكل متطور داخل مجموعة Advantage. اعتبارًا من عام 2006، يشار إليها باسم ALL: Fusion Gen ، القادرة على إنشاء تطبيقات الويب J2EE و JAVA بالإضافة إلى الأنظمة الأساسية القديمة للعميل / الخادم.
- يوفر منتج ProVision من Metastorm الدعم للعديد من أنواع تقنيات النمذجة باستخدام أداة قائمة على المستودع.
- يوفر Microsoft Visio دعم رسم تخطيطي لبعض التقنيات التخطيطية، مثل نمذجة ER باستخدام تدوين قدم Crow ، وتخطيط تدفق البيانات، ونمذجة العمليات، ومخططات السباحة.

تشمل الأدوات الأخرى محلل بيانات Bachman و Excelerator والمزيد. انظر هندسة البرمجيات بمساعدة الكمبيوتر.

## قراءات أخرى
- جون هاريس (1992). «هندسة المعلومات للممارس المتقدم»، وايلي.
- كلايف فينكلشتاين (1989). مقدمة في هندسة المعلومات: من التخطيط الاستراتيجي إلى نظم المعلومات . سيدني: أديسون ويسلي.
- كلايف فينكلشتاين (1992). «هندسة المعلومات: تطوير النظم الاستراتيجية». سيدني: أديسون ويسلي.
- إيان ماكدونالد (1986). «هندسة المعلومات». في: منهجيات تصميم نظم المعلومات . TW Olle et al. (أد.). شمال هولندا.
- إيان ماكدونالد (1988). «أتمتة منهجية هندسة المعلومات مع مرفق هندسة المعلومات». في: المساعدة المحوسبة خلال دورة حياة نظم المعلومات . TW Olle et al. (أد.). شمال هولندا.
- جيمس مارتن وكليف فينكلستين . (1981). هندسة المعلومات . تقرير فني (مجلدين)، معهد سافانت، كارنفورث، لانس، المملكة المتحدة.
- جيمس مارتن (1989). هندسة المعلومات . (3 مجلدات)، شركة برنتيس هول
- Clive Finkelstein (2006) «هندسة المؤسسات من أجل التكامل: أساليب التسليم السريع والتقنيات». الطبعة الأولى، Artech House ، Norwood MA في غلاف فني.
- Clive Finkelstein (2011) «هندسة المشاريع من أجل التكامل: أساليب التسليم السريع والتقنيات». الإصدار الثاني في PDF في www.ies.aust.com وكإيبوك على Apple iPad والكتاب الإلكتروني على Amazon Kindle.

## روابط خارجية
- التطوير السريع للتطبيق
- هندسة المشاريع والتسليم السريع للهندسة المعمارية للمؤسسات